# Сан-Мартіно-Санніта
Сан-Мартіно-Санніта (італ. San Martino Sannita) — муніципалітет в Італії, у регіоні Кампанія,  провінція Беневенто.
Сан-Мартіно-Санніта розташований на відстані близько 220 км на південний схід від Рима, 60 км на північний схід від Неаполя, 9 км на південний схід від Беневенто.
Населення — 1254 особи (2014).
Щорічний фестиваль відбувається 15 серпня. Покровителька — Богородиця Небовзята.

## Демографія
Населення за роками:

Станом на 1 січня 2023 року в муніципалітеті офіційно проживали 42 іноземці з 11 країн, серед них 29 громадян країн Євросоюзу та 4 громадяни України.

## Сусідні муніципалітети
- Монтефуско
- Сан-Джорджо-дель-Санніо
- Сан-Наццаро
- Сан-Нікола-Манфреді
- Сант'Анджело-а-Куполо
- Торріоні